# Gruzińska Partia Pracy

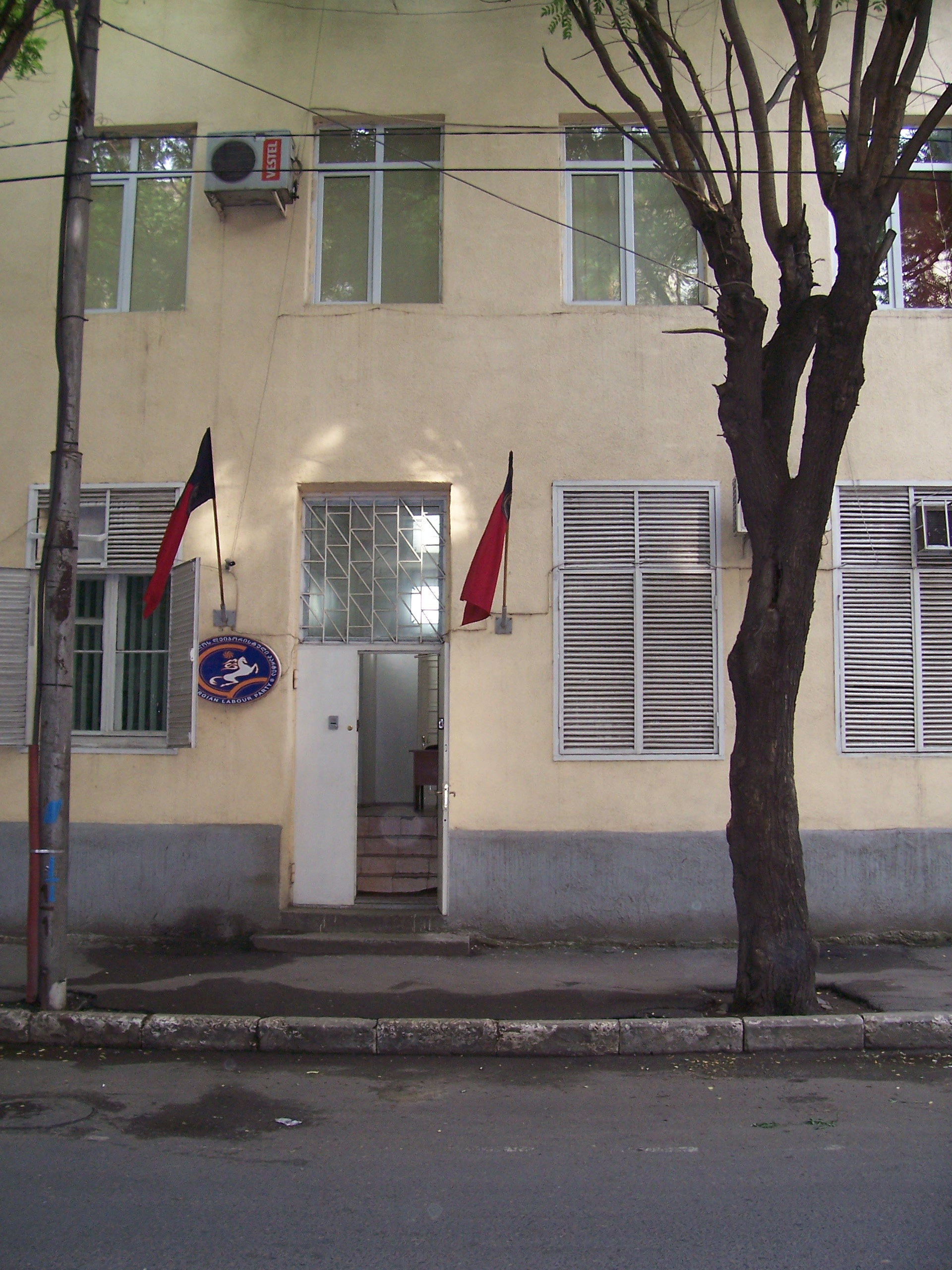
Siedziba partii w Tiflis

Partia Pracy (gru. საქართველოს ლეიბორისტული პარტია, Sakartvelos Leoboristuli Partia, SLP) – centrolewicowa gruzińska partia polityczna. Liderem partii jest jej założyciel Szalwa Natelaszwili.
Głównym celem partii jest demokratyzacja Gruzji i wstąpienie tego kraju do Unii Europejskiej. Partia ma charakter socjalistyczny, postuluje zwiększenie opieki socjalnej państwa, dostęp do bezpłatnych usług, edukacji i zwiększenie interwencji państwa przy jednoczesnej opiece nad małymi przedsiębiorstwami.
W wyborach parlamentarnych w 2004 roku partia zdobyła 5,8%, ale nie udało się uzyskać żadnego miejsca z powodu progu wyborczego. W 2008 roku Europejski Trybunał Praw Człowieka przyznał jej prawo do wolnych wyborów, które miały być naruszone przy wyborach z 2004 r.. W wyborach parlamentarnych w 2008 roku, SLP otrzymała 7,4% i 6 z 150 miejsc w parlamencie. Po wyborach parlamentarnych z października 2012 partia uzyskując 1,24% głosów poparcia wypadła z parlamentu. W 2016 roku partia uzyskała 3,14% głosów w wyborach parlamentarnych, co nie pozwoliło jej na wejście do parlamentu Gruzji. W 2020 partia uzyskała tylko 1% głosów, w wyniku czego uzyskała tylko jedno miejsce w parlamencie. W 2024 ugrupowanie zdobyło 0.73%, przez co ponownie wypadło z parlamentu.